# Rhyacophila balcanica
Rhyacophila balcanica är en nattsländeart som beskrevs av Radovanovic 1953. Rhyacophila balcanica ingår i släktet Rhyacophila och familjen rovnattsländor. Inga underarter finns listade i Catalogue of Life.